# Leptotarsus (Phymatopsis) periplocus
Leptotarsus (Phymatopsis) periplocus is een tweevleugelige uit de familie langpootmuggen (Tipulidae). De soort komt voor in het Australaziatisch gebied.